# Thomas Prieto Peral

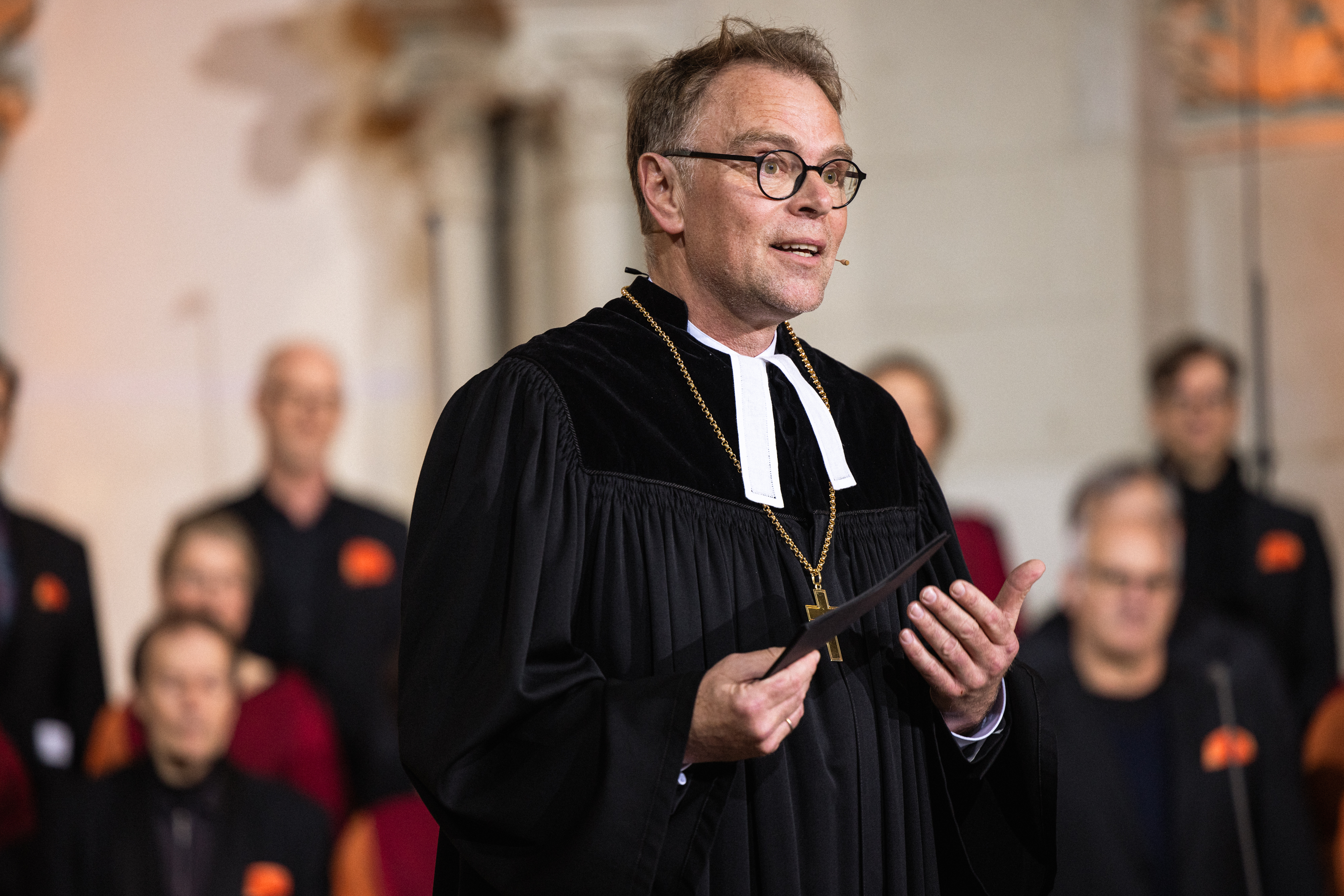
Thomas Prieto Peral

Thomas Prieto Peral (* 2. Juli 1966 in Mainz) ist ein deutscher evangelisch-lutherischer Pfarrer. Er amtiert als Oberkirchenrat und Regionalbischof im Kirchenkreis Schwaben-Altbayern der Evangelisch-Lutherischen Kirche in Bayern (ELKB).

## Leben
Thomas Prieto Peral wuchs in Grafrath auf. Nach dem Besuch des Viscardi-Gymnasiums in Fürstenfeldbruck studierte er Evangelische Theologie in München, Heidelberg und Edinburgh und absolvierte das Lehrvikariat von 1994 bis 1997 in Himmelkron (Oberfranken). Im Februar 1997 wurde er in der Stiftskirche zu Himmelkron ordiniert.
Von 1997 bis 1999 versah er ein Spezialvikariat Ökumene mit Schwerpunkt internationale Gemeinden in Bayern. Daran schloss sich der Pfarrdienst in der Reformations-Gedächtnis-Kirche in München an. Bis 2006 leitete Prieto Peral die Arbeitsstelle Konziliarer Prozess für Gerechtigkeit, Frieden und Bewahrung der Schöpfung der ELKB. Danach war er bis 2015 Referent für Ökumene und Weltverantwortung im Landeskirchenamt München.
Von 2015 bis 2023 war Prieto Peral Theologischer Planungsreferent der ELKB und war verantwortlich für den landeskirchlichen Reformprozess „Profil und Konzentration (PuK)“. Er wurde im Juli 2023 zum Regionalbischof im Kirchenkreis München und Oberbayern berufen und trat dieses Amt am 1. November 2023 an. Am 25. Februar 2024 wurde er von seinem Amtsvorgänger Christian Kopp in der St.-Lukas-Kirche München in sein Amt eingeführt. Seit der zum 1. März 2025 erfolgten Fusion dieses Kirchenkreises mit zwei anderen zum Kirchenkreis Schwaben-Altbayern wirkt er dort als einer von zwei Regionalbischöfen.
Bei der 9. Vollversammlung der Gemeinschaft Evangelischer Kirchen in Europa (GEKE) im August/September 2024 in Hermannstadt/Sibiu wurde Prieto Peral in den leitenden Rat der GEKE gewählt.
Außerberuflich war Prieto Peral in zahlreichen Vorständen und Organisationen tätig. Er war Mitglied des Jungen Forums Orthodoxie der Evangelischen Kirche in Deutschland, der Arbeitsgemeinschaft Ökumenische Forschung, des Gemeinderats Grafrath und Fraktionssprecher der Grünen, im Beirat der Bayerischen Staatskanzlei für den Lehrgang für Verwaltungsführung und Leiter des Curriculums „Trauma und Seelsorge“ in der Stiftung Wings of Hope, deren Mitgründer und langjähriger Vorsitzender er war.
Thomas Prieto Peral trägt den Namen seiner Frau, der römisch-katholischen Hochschulprofessorin und gebürtigen Spanierin Maria Begoña Prieto Peral. Das Paar hat drei Kinder.

## Schriften (Auswahl)
- Ökumenische Spiritualität – Patchwork oder kreative Integration?, in: C. Dahling-Sander/T. Kratzert (Hg.): Leitfaden Ökumenische Theologie, Wuppertal 1998
- Aller Anfang ist die Sehnsucht – Ökumenische Exerzitien im Alltag, gem. m. M. Hirschauer, A. Mirow-Strack, G. Lohr, München 2001
- Die Schätze der anderen, in: Margot Käßmann (Hg.): Ökumene bewegt. Die Kirchen auf dem Weg zueinander, Stuttgart, 2006